# Josef Mattauch
Josef Mattauch (Mährisch-Ostrau, 21 de novembro de 1895 – Klosterneuburg, 10 de agosto de 1976) foi um físico austríaco.
Foi um dos signatários do manifesto Os Dezoito de Göttingen.

## Condecorações
- 1957: Medalha Wilhelm Exner
- 1964: Condecoração Austríaca de Ciência e Arte
- 1965: doutorado honorário da Universidade Técnica de Viena[2]

## Publicações
- Kernphysikalische Tabellen, Springer 1942 (com introdução à física nuclear por Siegfried Flügge)
- Zur Systematik der Isotope. Z. Physik. 91. 1934, 361–371
- Fünfzig Jahre Radioaktivität : von Henri Becquerel bis Otto Hahn, Universitas Moguntina, Mainz: Kupferberg 1948
- com Arnold Flammersfeld: Isotopenbericht: tabellarische Übersicht der Eigenschaften der Atomkerne, soweit bis Ende 1948 bekannt, Zeitschrift für Naturforschung (Sonderheft), Tübingen 1949